# Mount Peale
Mount Peale je hora v San Juan County, na jihovýchodě Utahu. S nadmořskou výškou 3 877 m je nejvyšší horou pohoří La Sal Mountains.
Mount Peale náleží k nejvyšším horám Utahu a je v pořadí druhou horou s nejvyšší prominencí v Utahu. Hora je pojmenovaná po mineralogu a geologu vědeckovýzkumné vládní agentury United States Geological Survey Albertu Pealovi.